# Леон Фестінґер
Леон Фестінґер (англ. Leon Festinger; *8 травня 1919, Нью-Йорк — †11 лютого 1989) — американський психолог, автор теорії когнітивного дисонансу та теорії соціального порівняння.
Фестінґер став основною фігурою повороту післявоєнної соціальної психології до експериментальних методів. Окрім теорії когнітивного дисонансу, відома також висунута Фестінґером теорія соціального порівняння, відповідно до якої людина здебільшого оцінює себе та свою поведінку, порівнюючи з іншими людьми та їх поведінкою.
Серед найвідоміших учнів Фестінґера — Аронсон Елліот, Філіп Зімбардо та Стенлі Шехтер.
Фестінґер був незмінним членом Американської психологічної асоціації та Американської академії наук і мистецтва. За видатний науковий вклад був нагороджений премією Американської психологічної асоціації.

## Біографія
Леон Фестінґер народився 8 травня у 1919 році в Нью-Йорку в сім'ї емігрантів із Росії, Алекса Фестінґера та Сари Соломон, отримав ступінь бакалавра в 1939 в коледжі Нью-Йорк Сіті.
Психологією захопився ще в юнацькому віці. В 1937 році вступив до Університету Айови. На той момент там працював Курт Левін, який емігрував із Німеччини, він став его учителем та наставником. Під його керівництвом Леон у 1942 році отримав степінь по психології. Після чого працював асистентом Левіна в дослідному центрі групової динаміки в MIT.
З 1943 по 1945 рік Фестінґер працює психологом в університеті Рочестера. В 1945-1948 роки він був професором дослідницького центру групової динаміки. В 1951 році став професором в університеті Міннесоти, а з 1955 протягом 13 років був професором Стенфордського університету.
З 1968 і до своєї смерті 11 лютого 1989 року в  Нью-Йорку в віці 70 років — професор Нової школи соціальних досліджень у Нью-Йорку.

## Наукова діяльність
Фестинґер став основною фігурою повороту післявоєнній соціальної психології до експериментальних методів. Крім теорії когнітивного дисонансу, відома також висунута Фестинґером теорія соціального порівняння (Social comparison theory), згідно з якою людина в більшості випадків оцінює себе і свою поведінку на основі порівняння з іншими людьми та їх поведінкою. 

### Теорія когнітивного дисонансу
В 50-х роках ХХ століття Леон створив свою теорію, яка отримала назву когнітивного дисонансу (з латинської конгніто — «пізнання») або словосполучення «когнітивний дисонанс» походить від англійських термінів: «cognition» — знання + «dissonance» — невідповідність, розбіжність. Теорія когнітивного дисонансу — одна з «теорій відповідності», що  ґрунтуються на приписуванні особистості прагнення до зв'язного і впорядкованого сприйняття свого ставлення до світу. А саме теорія когнітивного дисонансу була сформульована Фестінгером в 1957 на основі теорії польової поведінки Курта Левіна та теорії структурного балансу Ф. Хадера. Поштовхом до неї послужило вивчення чуток, що поширилися внаслідок землетрусу в одному з північноамериканських штатів. Пояснюючи походження цих чуток та причини повсюдної віри в них, учений зробив висновок, що люди прагнуть до внутрішньої рівноваги між одержуваною інформацією та особистими мотивами їх поведінки.
До цих досліджень роль когнітивних складових мотиваційного процесу оцінювалася недостатньо. У даній теорії був реалізований основний принцип гештальтпсихології: динаміка розвитку визначається досягненням гарного гештальту. Було постульовано, що індивід прагне до гармонії когнітивних репрезентацій будь-яких знань, думок, переконань про навколишній, про себе, про чиє-небудь поведінці. Дисонанс цих репрезентацій переживається як щось неприємне, що потрібно максимально редукувати. Тому якщо індивід зустрічається з суперечливими уявленнями, то у нього з'являється особлива мотивація, яка веде до зміни поведінки — або одне з уявлень переглядається, або шукається нова інформація.
У теорії когнітивного дисонансу логічно суперечливим до знань про один і  той же предмет приписується статус мотивації, покликаної забезпечити усунення почуття дискомфорту, яке виникає при зіткненні з протиріччями, за рахунок зміни наявних знань або соціальних настанов. Вважається, що існує комплекс знань про об'єкти та людей, названий когнітивної системою, який може бути різного ступеня складності, узгодженості та взаємозв'язку. При цьому складність когнітивної системи залежить від кількості і різноманітності включених в неї знань. За класичним визначенням Л. Фестінґера, когнітивний дисонанс — це невідповідність між двома когнітивними елементами  - думками, досвідом, інформацією, тощо, при якому заперечення одного елементу випливає з існування іншого, і пов'язане з цією невідповідністю відчуття дискомфорту, інакше кажучи, відчуття дискомфорту виникає при зіткненні в свідомості логічно суперечливих знань про одне й те ж явище, подію, об'єкти. Теорія когнітивного дисонансу характеризує способи усунення або згладжування цих протиріч і описує те, як це робить людина в типових випадках.
Фестінґер помітив, що люди прагнуть до деякої узгодженості як бажаного внутрішньому стану. Якщо виникає суперечність між тим, що людина знає, і тим, що вона робить, то це протиріччя прагнуть якось пояснити і, швидше за все, виставити його як таке, яке не містить протиріччя, заради того, щоб знову досягти стану внутрішньої когнітивної узгодженості. Далі Л. Фестінґер пропонує замінити термін «протиріччя» на «дисонанс», а «узгодженість» на «консонанс», оскільки ця остання пара термінів здається йому більш нейтральною, і тепер сформулювати основні положення теорії. Вона може бути викладена в трьох основних пунктах: 
а) між когнітивними елементами може виникнути дисонанс;
б) існування дисонансу викликає прагнення зменшити його або запобігти його зростанню;
в) прояв цього прагнення включає: або зміну поведінки, або зміну знань, або обережне, вибіркове ставлення до нової інформації.
Як ілюстрацію наводять вже  загальний приклад з курцем: людина курить, але разом з тим знає, що куріння шкідливе; у нього виникає дисонанс, вийти з якого можна трьома шляхами: 
а) змінити поведінку, тобто кинути курити;
б) змінити знання, в даному випадку — переконати себе, що всі міркування про шкоду куріння, щонайменше перебільшують небезпеку, а то і зовсім недостовірні;
в) обережно сприймати нову інформацію про шкоду куріння, тобто просто ігнорувати її.
Тобто Фестінґер вважав, що людина прагне позбутися такого дисонансу. Наприклад індивід може ігнорувати нову інформацію, щоб не створювати протиріч. Адже можна переконати себе, що протиріччя не існує. В своїй роботі він наводить приклад виключення конфлікту. Якщо людина змушує себе посміхатись, коли їй сумно (тобто знаходиться у когнітивному дисонансі), то вона в якийсь момент відреагує: або припинить прикидатись, або повеселішає настільки, що це вже не буде прикидатись.
В рамках досліджень, присвячених теорії когнітивного дисонансу, Л. Фестінґер провів спільно з Дж. Меррілл Карлсмітом практичний експеримент зі зміни сформованого уявлення. Учасниками досвідження стали дві групи студентів, яких протягом години примушували займатися абсолютно нудною справою: закручувати гайки або перекладати з місця на місце дрібні деталі. Після закінчення цього часу їх попросили розповісти іншому учаснику експерименту, ще не брав участі, про це заняття як про дуже цікаве та розважальне проведення часу. При цьому в одній групі студентам заплатили за це по 20 доларів, а в іншій - всього по долару. В кінці дослідження психологи попросили студентів розповісти, наскільки їм самим сподобалося заняття. В результаті вчені зіткнулися з наступною картиною: ті, хто отримав по 20 доларів, не змінили своє сформоване уявлення і продовжували вважати перекладання гайок нудним заняттям. Ті ж, хто не отримав достатнього зовнішнього виправдання своєї брехні, говорили, що заняття було цікавіше, ніж насправді, як висловився Фестінґер: "вмовляли самі себе".
Таким чином, студенти , на думку вчених, прагнули подолати конгнштивний дисонанс, неусвідомнлено посинаючи вірити в те, що говорили. Цей експеримент мав і практичне значення, підтвердивши один з основних принципів виховання. Метод заохочень і покарань, поширений у багатьох сім'ях при вихованні дітей, насправді зовсім неефективний. Якщо потрібно змінити уявлення людини про що-небудь, то висока нагорода, навпаки, зміцнить його. Необхідно, щоб людина сама все зрозуміла, без зовнішнього впливу, будь то заохочення або осуд. 
Таким чином, теорія когнітивного дисонансу швидко знайшла застосування в педагогіці. З її допомогою можна виробити у дитини певне ставлення, наприклад до агресії або чесності, чуйності. Створюючи у нього почуття дисгармонії, педагог тим самим підштовхує його до встановлення певної думки. Ця «когнітивна» педагогіка стала своєрідною противагою педагогіці «біхевіорістскої», яка стверджувала, що всі аспекти поведінки можна побудувати за допомогою простої системи «стимул-реакція». Л. Фестінґер  зовсім не відкидав досягнення біхевіористів, він лише стверджував, що далеко не всьому можна навчити таким способом. 
Вчений вважав, що якщо прості елементи поведінки можуть бути закріплені за допомогою різних стимулів, то зміна думки може бути досягнута тільки за допомогою когнітивних методів. Застосовуючи когнітивний дисонанс можна «достукатися» до людини, вплинути на зроблений ним вибір. Явище когнітивного дисонансу може мати не тільки позитивні, але і негативні наслідки. Поряд з забобонами і різними помилками, які властиві всім людям, наслідками можуть бути нечесність і обдурювання, які зазвичай призводять до негативних наслідків. Дослідження, проведені Л. Фестінґером, є надзвичайно важливими для багатьох наук, зокрема для педагогіки та соціології.

### Теорія соціального порівняння
Так або інакше,  але в разі оцінки аспектів власної особистості людина порівнює себе з іншими. Цей процес описує теорія соціального порівняння Леона Фестінґера. Відповідно до цієї теорії, при відсутності об'єктивних стандартів для оцінки своїх особистісних рис і якостей людина шукає інших людей, щоб через порівняння з ними оцінити себе. Спочатку він стикається з проблемою: дуже широкий вибір варіантів для порівняння і немає чіткого уявлення про те, з ким, власне, себе порівнювати. І тоді людина знов-таки орієнтується на інших: з ким порівнюють себе вони? Так само йде оцінка свого зовнішнього вигляду . Якщо у нас немає об'єктивного стандарту, то ми покладаємося на думку оточуючих про нашу зовнішність . Таким чином, йде мова про нашу зовнішність, наші здібності, думки щодо кого - небудь або чого-небудь, навіть про почуття, які ми відчуваємо, - у всіх цих випадках ми орієнтуємося, на думку Фестингера, на зовнішність, здатності,  думки і почуття інших людей, тобто на наше соціальне оточення.

## Нагороди
У 1959 році Фестінґер був нагороджений премією Американської психологічної асоціації «за видатний науковий внесок».

## Праці
Видання англійською мовою:
- Wish, expectation and group standards as factors influencing level of aspiration // Journal of Abnormal and Social Psychology, 1942
- A theoretical interpretation of shifts in level of aspiration / Psychological Review, 1942
- A theory of social comparison processes / Human Relations, 1954
- A theory of cognitive dissonance, 1957
- Conflict, decision, and dissonance, Stanford, 1964

Видання російською мовою:
- Теория когнитивного диссонанса = A theory of cognitive dissonance / Пер. А. Анистратенко, И. Знаешева. — СПб.: Ювента, 1999